# آرثر نومان
آرثر نومان (بالهولندية: Arthur Numan) مواليد 14 ديسمبر 1969 في هيمسكيرك، هولندا، هو لاعب كرة قدم هولندي سابق كان يلعب كمدافع. سبق له أن لعب في كأس العالم لكرة القدم مع منتخب بلاده. لعب خلال مسيرته 436 مباراة وسجل 40 هدف.

## المسيرة الاحترافية

### أندية لعب لها
- نادي هارلم
- تفينتي أنشخيدة
- نادي آيندهوفن
- نادي رينجرز